# Liste der Kulturdenkmale in Rositz
In der Liste der Kulturdenkmale in Rositz sind vorerst einige Kulturdenkmale der ostthüringischen Gemeinde Rositz im Landkreis Altenburger Land und ihrer Ortsteile aufgelistet. Diese Liste basiert nicht auf der offiziellen Denkmalliste der Unteren Denkmalschutzbehörde des Landkreises. Grundlage hierfür ist gegebenenfalls vorhandene Literatur beziehungsweise vorhandene Denkmalplaketten an den einzelnen Objekten. Deswegen ist diese Liste stark unvollständig.

## Rositz
| Bild                                    | Bezeichnung                   | Lage                           | Datierung | Beschreibung                                                                                               | ID |
| --------------------------------------- | ----------------------------- | ------------------------------ | --------- | --- | -- |
| weitere Bilder Fotos hochladen          | Katholische Kirche            | Altenburger Straße 20 (Karte)  |           | Katholische Kirche Mutter Gottes vom Berge Karmel                                                          |    |
| weitere Bilder Fotos hochladen          | Kulturhaus Völkerfreundschaft | Altenburger Straße 48b (Karte) |           | heute Gemeindeamt                                                                                          |    |
| Fotos hochladen                         | Wasserturm                    | Altenburger Straße 62a (Karte) |           | 1917 errichtet zur Versorgung des Werkes der Deutschen Erdöl-Aktiengesellschaft (DEA)                      |    |
| BW                                      | Heimatscheune                 | Karl-Marx-Straße 4 (Karte)     |           | Scheune eines Vierseithofes, Museum                                                                        |    |
| BW                                      | Bernsteinhof                  | Karl-Marx-Straße 5 (Karte)     |           | Altenburger Vierseithof                                                                                    |    |
| weitere Bilder Fotos hochladen          | Evangelische Kirche           | Karl-Marx-Straße 9 (Karte)     |           | Christuskirche                                                                                             |    |
| BW                                      | Heimatstube                   | Karl-Marx-Straße 17a (Karte)   |           | Fachwerkhaus, ehemaliges Kutscherwohnhaus, heute Museum                                                    |    |
| Direkt Bild zu diesem Denkmal hochladen | Schacht                       | Kröberner Straße               |           | Einsteigeschacht der Braunkohlen-Grube 113                                                                 |    |
| weitere Bilder Fotos hochladen          | Zuckerfabrik                  | Raffinerie (Karte)             | 1871      | Gebäudekomplex unter anderem mit dem Turbinenhaus von 1895 (Dampfturbine der Siemens & Halske AG von 1911) |    |
| BW                                      | Ehemalige Schmiede            | Ringstraße 4 (Karte)           |           | im Gebäude ist eine historische Wäschemangel untergebracht                                                 |    |